# Extra Ecclesiam nulla salus

Símbolo del Papado.

La frase latina Extra Ecclesiam nulla salus significa: “Fuera de la Iglesia no hay salvación”. Proviene de los escritos de san Cipriano de Cartago, obispo del siglo III, y su comprensión requiere del conocimiento del contexto en que fue presentada. Es un dogma de la Iglesia católica, definido en la forma «es absolutamente necesario para la salvación de toda criatura humana que esté sujeta al Romano Pontífice» (bula Unam Sanctam del Papa Bonifacio VIII, año 1302). Se trata de un principio fundamental del catolicismo.

## Declaraciones de la Iglesia sobre esta enseñanza
Orígenes (siglo III):

"Y nadie se engañe sobre esto, nadie se confunda: Fuera de esta casa, es decir, fuera de la Iglesia no hay salvación. Sí alguien sale fuera de ella, se hace culpable de su propia muerte."

Símbolo Atanasiano (siglo V):

"Quienquiera desee salvarse debe, ante todo, guardar la Fe Católica: quien no la observare íntegra e inviolada, sin duda perecerá eternamente."

Fulgencio de Ruspe (siglo VI):

"Fuera de la Iglesia católica se puede encontrar todo, menos la salvación. Se puede tener el sacramento, se puede cantar el alleluya, se puede tener y predicar la fe en el nombre del Padre y del Hijo y del Espíritu Santo. Pero en ningún otro sitio, fuera de la Iglesia católica, se puede encontrar la salvación."

Afirmaciones de los Concilios y los Papas:
Papa Inocencio III (1198-1216): 

"Con nuestros corazones creemos y con nuestros labios confesamos solo una Iglesia, no aquella de los herejes, sino la Santa Iglesia Católica Apostólica y Romana, fuera de la cual creemos que no hay salvación "

 (Denzinger 792).
Cuarto Concilio de Letrán (1215): 

"Hay solo una Iglesia Universal de los fieles, fuera de la cual nadie está a salvo."

Papa Bonifacio VIII, Bula Unam Sanctam (1302): 

"Nosotros declaramos, decimos, definimos y pronunciamos que es absolutamente necesario para la salvación de toda criatura humana el estar sometida al Romano Pontífice."

Eugenio IV. Concilio de Florencia. Bula Cantate Domino (1442):

La Iglesia cree firmemente, confiesa y anuncia que ninguno de los que están fuera de la Iglesia católica, no solo los paganos, sino también los judíos o los herejes y cismáticos, pueden alcanzar la vida eterna, sino que irán al fuego eterno, preparados para el el diablo y sus ángeles (Mt 25:41), si antes de la muerte no se han reunido con ella; la unidad del cuerpo de la iglesia que es tan importante, que solo para aquellos que perseveran en ella, los sacramentos de la iglesia procurarán la salvación, y los ayunos, otras obras de piedad y los ejercicios de la milicia cristiana obtendrán la recompensa eterna: nadie, por más limosnas y obras de caridad que hiciere, aun cuando derramare su sangre por el nombre de Cristo, puede salvarse, si no permaneciere en el seno y unidad de la Iglesia católica

Papa Pío X (1903-1914), Encíclica Jucunda Sane:

"Es nuestro deber el recordar a los grandes y pequeños, tal como el Santo Pontífice Gregorio hizo hace años atrás, la absoluta necesidad nuestra de recurrir a la Iglesia para efectuar nuestra salvación eterna."

Papa Benedicto XV (1914-1922), Encíclica Ad Beatissimi Apostolorum: 

"Tal es la naturaleza de la fe Católica que no admite  más o menos, sino que debe ser sostenida como un todo, o rechazarse como un todo: Esta es la fe Católica, que a menos que un hombre crea con fe y firmemente, el no podrá ser salvado."

Papa Pío XI (1922-1939), Encíclica Mortalium Animos:

"Por si sola la Iglesia Católica mantiene la adoración verdadera. Esta es la fuente de verdad, esta es la casa de la fe, esta es el templo de Dios; Si cualquier hombre entra no aquí, o si cualquier hombre se aleja de ella, el será un extraño a la vida de fe y salvación. ... Es más, en esta única Iglesia de Cristo, no puede haber o permanecer un hombre que no acepta, reconozca y obedezca la autoridad y la supremacía de Pedro y la de sus sucesores legítimos."

Papa Pío XII (1939-1958), Discurso a la Universidad Gregoriana (17 de octubre de 1953): 

"Por mandato divino la interprete y la guardiana de las Escrituras, y la depositaria de la Sagrada Tradición que vive en ella, la Iglesia por si sola es la entrada a la salvación: Ella sola, por sí misma, y bajo la protección y la guía del Espíritu Santo, es la fuente de la verdad."

Concilio Vaticano Segundo, Constitución Dogmática Lumen gentium: 

14. El sagrado Concilio pone ante todo su atención en los fieles católicos y enseña, fundado en la Escritura y en la Tradición, que esta Iglesia peregrina es necesaria para la Salvación. Pues solamente Cristo es el Mediador y el camino de la salvación, presente a nosotros en su Cuerpo, que es la Iglesia, y El, inculcando con palabras concretas la necesidad de la fe y del bautismo (cf. Mc., 16,16; Jn., 3,5), confirmó a un tiempo la necesidad de la Iglesia, en la que los hombres entran por el bautismo como puerta obligada. Por lo cual no podrían salvarse quienes, sabiendo que la Iglesia católica fue instituida por Jesucristo como necesaria, rehusaran entrar o no quisieran permanecer en ella.

## Interpretación de la Iglesia católica
La Iglesia católica considera que esta enseñanza es ortodoxa, apelando a los Padres de la Iglesia:

“Cualquiera, pues, que se haya separado de esta Iglesia Católica, aunque crea que vive virtuosamente, está separado de la unidad de Cristo por ese solo crimen: no alcanzará la vida, sino que la ira de Dios permanece sobre él.”
San Agustín de Hipona, Epist 141,5

"“Quien recibe el bautismo entre los herejes o en algún cisma fuera de la comunión de la Iglesia, se queda sin percibir fruto alguno en cuanto participa de la perversidad de los herejes y cismáticos (...)

El amor del que el Apóstol dice: `El amor de Dios ha sido derramado sobre nuestros corazones por el Espíritu Santo que se nos ha dado´(Rom5,5), es la caridad que no tienen los que se han desgajado de la comunión de la Iglesia Católica; y, por esto, aunque `hablaran las lenguas de los hombres y de los ángeles´(1ºCor 13,1-3)… en nada les aprovecha. Porque no tienen el amor de Dios, los que no aman la unidad de la Iglesia, por lo cual se dice con razón que el Espíritu Santo no se recibe si no es en la Iglesia Católica”
San Agustín, De Baptismo III, 10.13 y 16.21

“No será partícipe de la divina caridad quien es enemigo de la unidad. Y así, no tienen el Espíritu Santo los que están fuera de la Iglesia.”
San Agustín, Epist 185,50

Las exhortaciones de Agustín fueron realizadas en el contexto de una fuerte polémica contra doctrinas como el donatismo o el pelagianismo, lo que implicaba un concepto riguroso de Iglesia. Sin embargo, el propio obispo de Hipona también estableció el concepto de «Iglesia que existe desde Abel»: admite así la pertenencia a la Iglesia fuera del espacio de estricta visibilidad jurídica de esta. Es decir, Agustín de Hipona relaja la equipación literal entre salvación y pertenencia a la Iglesia, y admite que hay personas que pueden salvarse sin pertenecer explícitamente a dicha Iglesia.
Aunque el Concilio de Trento (Ses. 7, cap. 5) declara que nadie se puede salvar sin el bautismo, pues este es necesario para borrar el pecado original que priva del cielo, considera que el deseo ardiente de recibir el bautismo puede suplir el sacramento. Con el bautismo de deseo suponen algunos teólogos que fueron borrados los pecados del Buen Ladrón. Según afirmó el obispo chileno Justo Donoso Vivanco, la posibilidad de que este deseo no sea solamente explícito, sino también implícito, se apoya en muchos doctores de la Iglesia, entre otros en Santo Tomás (Part. 3, q. 69, art. 4) y San Alfonso Ligorio (De bapt. c. 1). El deseo implícito de bautismo se daría en aquel que, «sin tener conocimiento del bautismo, está dispuesto a observar todo lo que Dios prescribe como medio de salud».
Si para San Agustín la Iglesia consta de «alma» y «cuerpo», teólogos católicos afirmaron en el siglo XIX que se puede pertenecer a la Iglesia estando en «el alma» de la misma, aun ignorando la necesidad de estar en ella, mientras se obre «en todo y por todo conforme al dictamen de su razón y de su conciencia, deseando agradar a Dios hasta donde le sea posible». Puesto que Dios quiere la salvación de todos los hombres sin excepción, pero la mayor parte de la humanidad no pertenece al cuerpo de la Iglesia, Jean-Joseph Gaume concluía que el saber cómo en ciertos casos particulares los medios de salvación son aplicables y aplicados, es una incógnita. Y añadía que en dogma, no menos que en geometría, despejada o sin despejar, existe también la incógnita.
Las doctrinas de los clérigos Jansenio y Quesnel, que propugnaron en los siglos XVII y XVIII una interpretación extremadamente rigorista del dogma «Extra Ecclesiam nulla salus», negando incluso que Dios otorgara su gracia fuera de la Iglesia, fueron condenadas por sucesivos papas. Una interpretación similar fue retomada en el siglo XX por Leonard Feeney, quien llegó a ser excomulgado por la Santa Sede.
En el extremo opuesto, algunos católicos difundieron a principios del siglo XX que todas las religiones son verdaderas por razón de la doctrina de la experiencia, ligada a la del simbolismo. Estos planteamientos fueron condenados como heréticos por el papa San Pío X, que los definió como «modernismo» en su encíclica Pascendi (1907). Esta condena venía a subrayar nuevamente la de Pío IX en su célebre Syllabus, donde el pontífice enseñó que era errónea la proposición que sostenía que «en el culto de cualquiera religión pueden los hombres hallar el camino de la salud eterna y conseguir la eterna salvación», así como otras similares que daban lugar al indiferentismo religioso.
El Catecismo de San Pío X, nn. 170-172, expresó de este modo el dogma Extra Ecclesiam nulla salus:

170.- ¿Puede alguien salvarse fuera de la Iglesia Católica, Apostólica, Romana?

- No, señor; fuera de la Iglesia Católica, Apostólica y Romana, nadie puede salvarse, como nadie pudo salvarse del diluvio fuera del Arca de Noé, que era figura de esta Iglesia.

171.- ¿Cómo, pues, se salvaron los antiguos Patriarcas y Profetas y todos los otros justos del Antiguo Testamento?

- Todos los justos del Antiguo Testamento se salvaron en virtud de la fe que tenían en Cristo futuro, mediante la cual ya pertenecían espiritualmente a esta Iglesia.

172.- ¿Podría salvarse quien sin culpa se hallase fuera de la Iglesia?

- Quién sin culpa, es decir, de buena fe, se hallase fuera de la Iglesia y hubiese recibido el bautismo o, a lo menos, tuviese el deseo implícito de recibirlo y buscase, además, sinceramente la verdad y cumpliese la voluntad de Dios lo mejor que pudiese, este tal, aunque separado del cuerpo de la Iglesia, estaría unido al alma de ella y, por consiguiente, en camino de salvación.

La interpretación actual de la Iglesia sobre el significado y alcance de la frase está expresada en el Catecismo de la Iglesia Católica, nn. 846-848, como sigue:
"Fuera de la Iglesia no hay salvación"

846 ¿Cómo entender esta afirmación tantas veces repetida por los Padres de la Iglesia? Formulada de modo positivo significa que toda salvación viene de Cristo-Cabeza por la Iglesia que es su Cuerpo:
El santo Sínodo... basado en la Sagrada Escritura y en la Tradición, enseña que esta Iglesia peregrina es necesaria para la salvación. Cristo, en efecto, es el único Mediador y camino de salvación que se nos hace presente en su Cuerpo, en la Iglesia. Él, al inculcar con palabras, bien explícitas, la necesidad de la fe y del bautismo, confirmó al mismo tiempo la necesidad de la Iglesia, en la que entran los hombres por el bautismo como por una puerta. Por eso, no podrían salvarse los que sabiendo que Dios fundó, por medio de Jesucristo, la Iglesia católica como necesaria para la salvación, sin embargo, no hubiesen querido entrar o perseverar en ella (LG 14).

847 Esta afirmación no se refiere a los que, sin culpa suya, no conocen a Cristo y a su Iglesia:

Los que sin culpa suya no conocen el Evangelio de Cristo y su Iglesia, pero buscan a Dios con sincero corazón e intentan en su vida, con la ayuda de la gracia, hacer la voluntad de Dios, conocida a través de lo que les dice su conciencia, pueden conseguir la salvación eterna (LG 16; cf DS 3866-3872).

848 "Aunque Dios, por caminos conocidos sólo por Él, puede llevar a la fe, 'sin la que es imposible agradarle' (Hb 11, 6), a los hombres que ignoran el Evangelio sin culpa propia, corresponde, sin embargo, a la Iglesia la necesidad y, al mismo tiempo, el derecho sagrado de evangelizar" (AG 7)